# 헤이와역
헤이와역(일본어: 平和駅)은 일본 홋카이도 삿포로시 시로이시구에 위치한 홋카이도 여객철도의 철도역이다. 역 번호는 H04이며, 섬식 승강장 1면 2선의 구조를 갖춘 지상역이다.

## 타는 곳
| 1 | ■ 지토세 선 | 상행 | 신삿포로 · 기타히로시마 · 지토세 · 신치토세쿠코 · 도마코마이 방면 |
| 2 | ■ 지토세 선 | 하행 | 삿포로 · 데이네 · 오타루 방면                                     |

## 이용 현황
| 연도     | 1일 평균 |
| 2012년도 | 2,637    |
| -------- | -------- |

## 역 주변
- 도오 자동차도 오야치 나들목
- 국도 제12호선 · 국도 제274호선
- 삿포로 신용 금고 호쿠토 지점
- 가와시모 공원

## 인접 역
| 홋카이도 여객철도 ■ 치토세 선     | 홋카이도 여객철도 ■ 치토세 선 | 홋카이도 여객철도 ■ 치토세 선 |
| --------------------------------- | ----------------------------- | ----------------------------- |
| H03 시로이시 삿포로 · 오타루 방면 | ● 보통                        | H05 신삿포로 도마코마이 방면  |